# Musse Petersen
Musse Petersen er en tidligere dansk atlet. Hun var medlem af Københavns IF.

## Danske mesterskaber
- Sølv 1946 Diskoskast 33,50
- Bronze 1945 Højdespring 1,40
- Bronze 1944 Diskoskast 28,07